# Surowa (województwo lubuskie)
Surowa – wieś w Polsce położona w województwie lubuskim, w powiecie żarskim, w gminie Żary. 
W latach 1975–1998 miejscowość położona była w województwie zielonogórskim.
Stara wieś łużycka, wzmiankowana w 1292 roku, założona na planie ulicowo-placowym. Należała do żarskiego dominium i była w lennym władaniu kolejnych rodów: Sagau, Zeschau, Sorau, Richter, Kroe, Reinsberg. Zabudowa wsi pochodzi z końca XIX wieku.
Wieś zamieszkuje obecnie około 160 osób.